# Manzhouli
Manzhouli (chiń. 满洲里; pinyin Mǎnzhōulǐ; mong. Манжуур, Mandżuur) – miasto o statusie podprefektury w północno-wschodnich Chinach, w regionie autonomicznym Mongolia Wewnętrzna, w prefekturze miejskiej Hulun Buir, przy granicy z Rosją. W 1999 roku liczba mieszkańców miasta wynosiła 158 263. Ośrodek handlu oraz przemysłu spożywczego, włókienniczego, drzewnego i cementowego.
W latach 1909–49 pod nazwą Lubin (胪滨).

## Historia
Przez długi czas Manzhouli było niewielką mongolską osadą na terenie związku Hulun Buir. Rozwój nastąpił dopiero po 1900 roku, kiedy wybudowano Kolej Wschodniochińską. Manzhouli stało się ośrodkiem handlowym i komunikacyjnym (główna stacja kolejowa na granicy z Rosją).
Po upadku mandżurskiej dynastii Qing w 1911 roku miasto opanowali Mongołowie. W 1914 roku Chińczycy odzyskali kontrolę nad Manzhouli, jednak w 1920 roku lokalni mieszkańcy mongolskiego pochodzenia zbuntowali się i udało im się osiągnąć niewielką autonomię. Po 1931 roku, po przejęciu regionu przez Japończyków, w mieście zaczął rozwijać się przemysł. Od 1949 roku eksploatowane są okoliczne złoża węgla brunatnego. W 1992 roku Manzhouli zostało otwarte dla handlu granicznego.

## Współpraca
- Czyta, Rosja
- Krasnokamiensk, Rosja
- Ułan Ude, Rosja

## Galeria

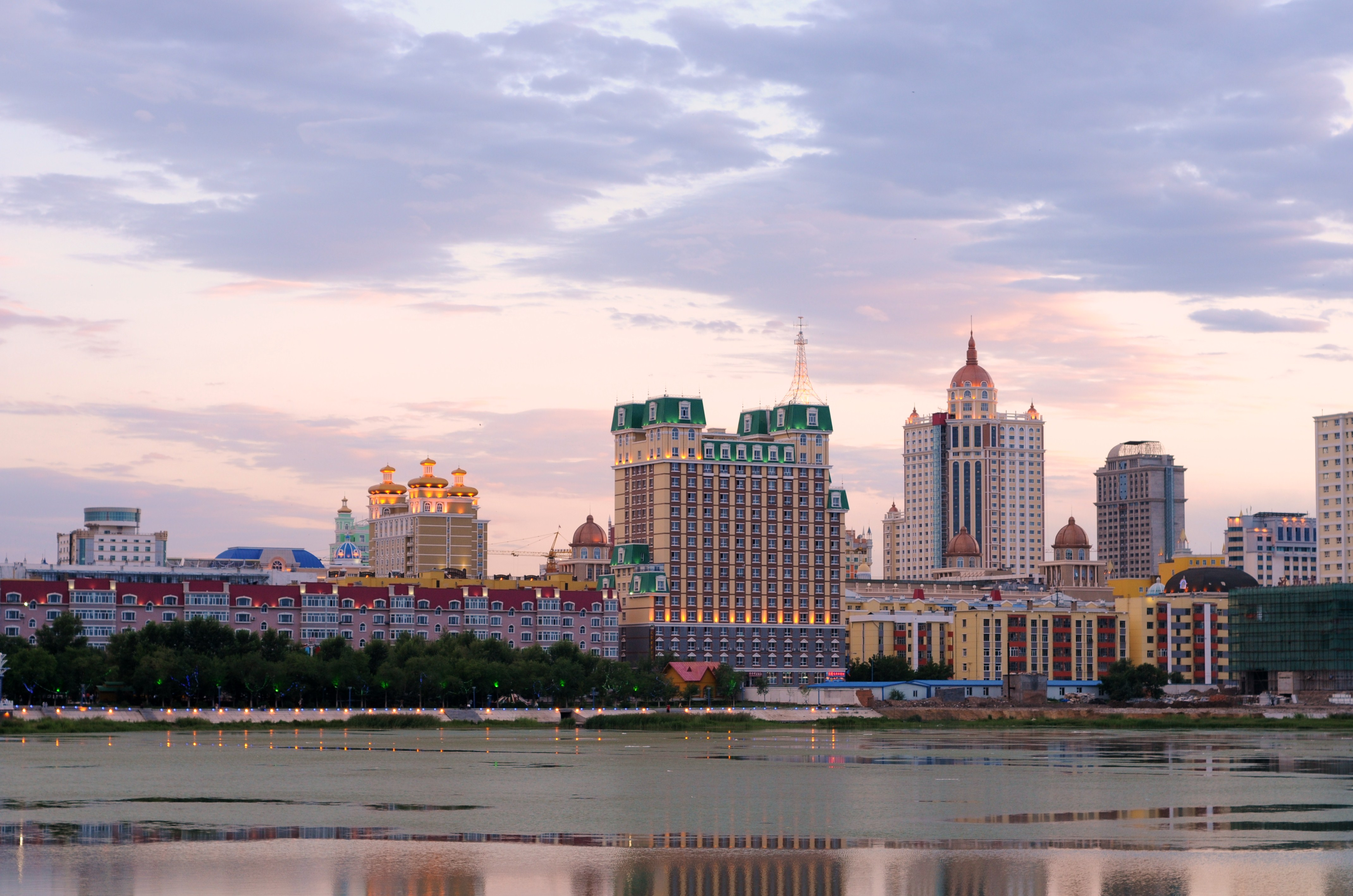
Panorama miasta
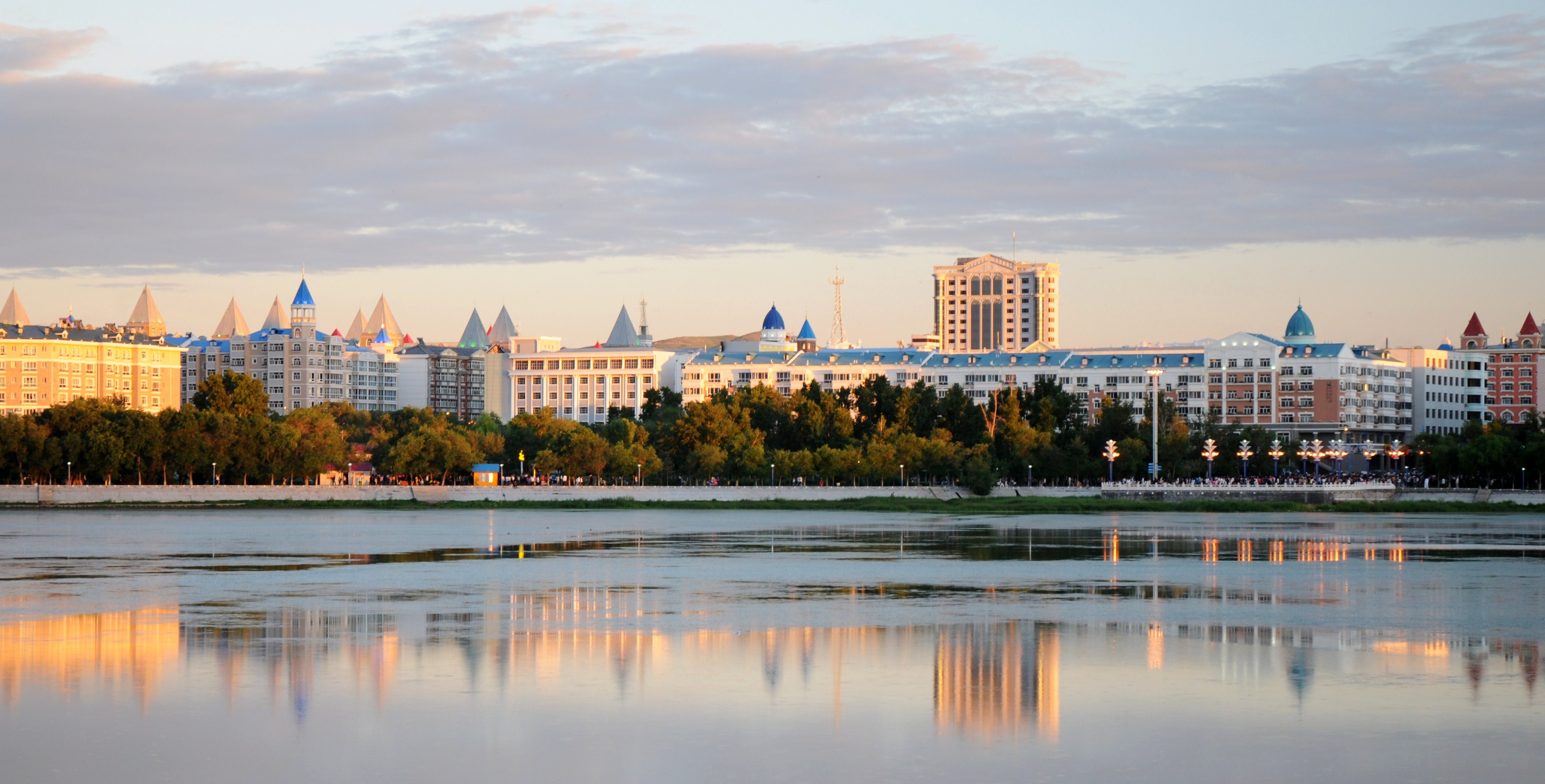
Panorama miasta
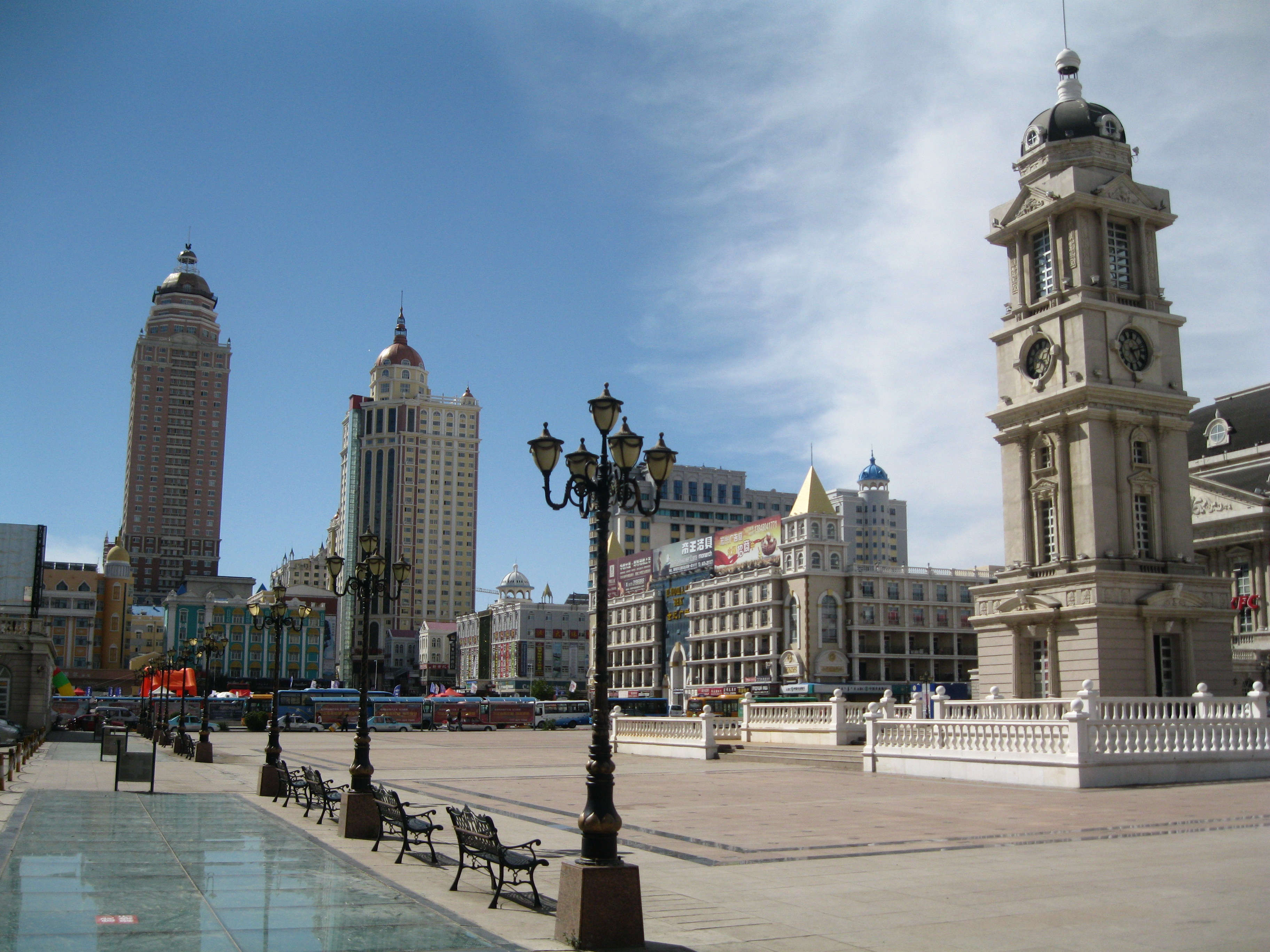
Plac w centrum miasta
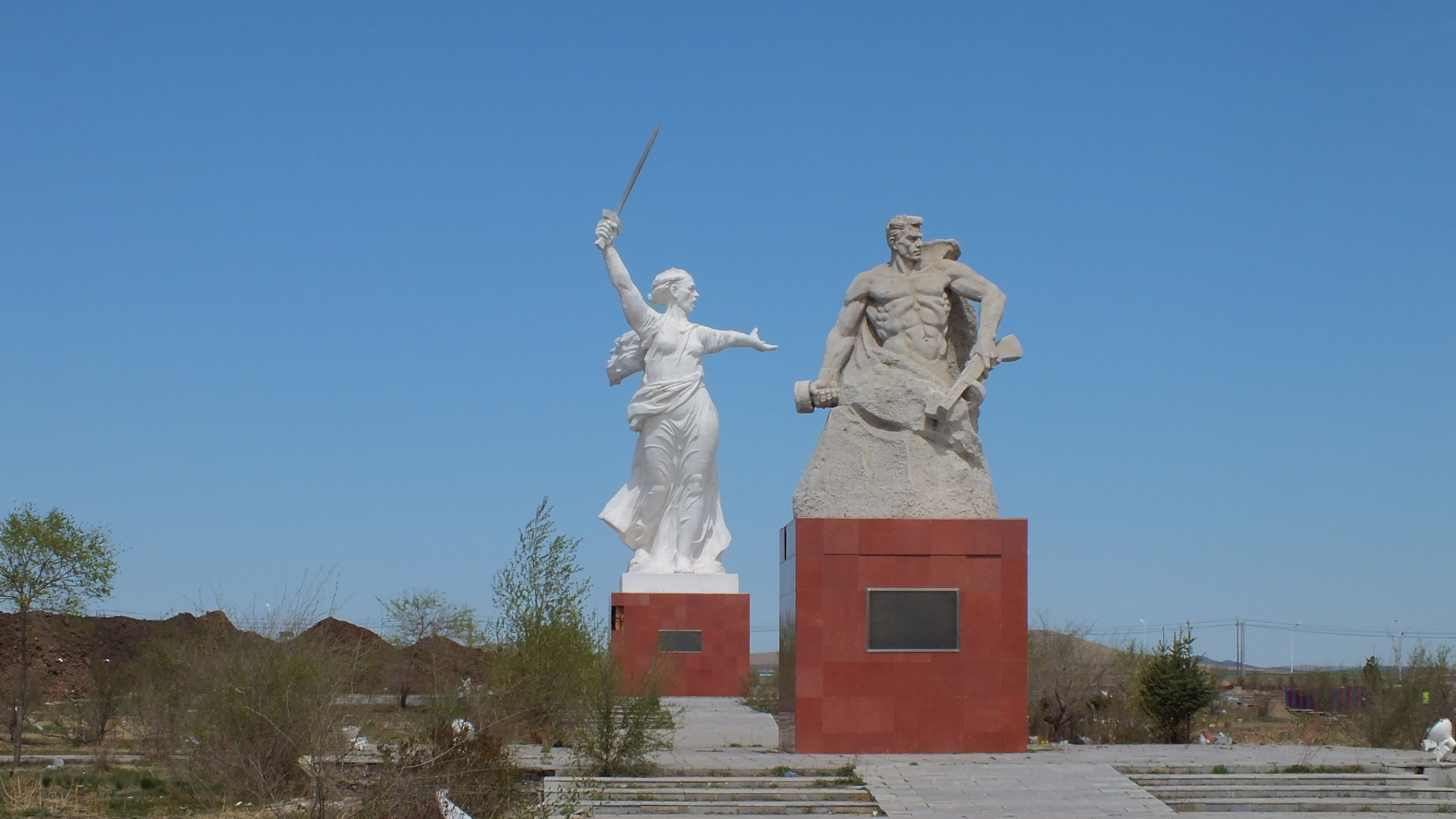
Replika radzieckiego pomnika Matka - ojczyzna
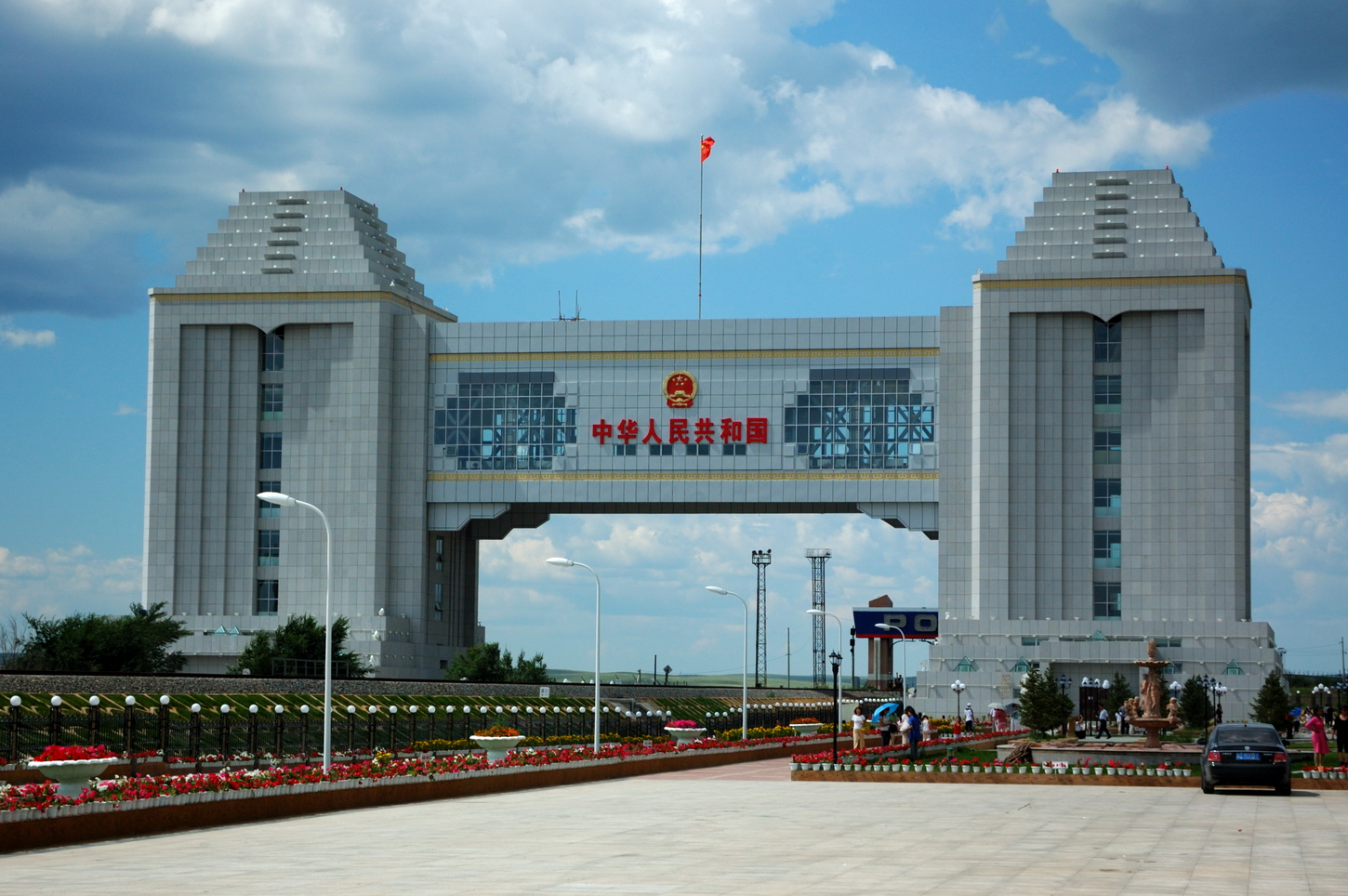
Granica z Rosją